# 54 Leonis
54 Leonis (54 Leo / HIP 53417) es una estrella binaria en la constelación de Leo, situada muy cerca del límite con la vecina Leo Minor. El sistema, conocido también como ADS 7979, se encuentra a 289 años luz de distancia del sistema solar.
Las dos componentes del sistema, visualmente a unos 7 segundos de arco, tienen una separación real aproximada de 620 UA. 54 Leonis A (HD 94601 / HR 4529), la componente más brillante, tiene magnitud aparente +4,50. Es una estrella blanca de la secuencia principal de tipo espectral A1V. 107 veces más luminosa que el Sol, tiene un radio casi el doble que el radio solar. Su velocidad de rotación proyectada es de 165 km/s, siendo este un límite inferior. Sus características físicas son semejantes a las de Chertan (θ Leonis), en la misma constelación, con la salvedad de que esta última se halla casi a la mitad de distancia respecto a nosotros.
La otra componente del sistema, 54 Leonis B (HD 94602 / HR 4260), tiene magnitud aparente +6,30. Como su compañera, es una estrella blanca de la secuencia principal, aunque de tipo A2Vn. Unas 5 veces menos luminosa que su compañera, su radio es un 20 % mayor que el radio solar y gira sobre sí misma a una velocidad de 217 km/s, 109 veces más deprisa que el Sol.